# Pola Negri
Pour les articles homonymes, voir Negri et Pola.
Pola Negri, née le 3 janvier 1897 à Lipno et morte le 1er août 1987 à San Antonio, est une actrice polonaise du cinéma muet.

## Carrière et biographie

### L'Europe
Née Barbara Apolonia Chałupiec d’une mère issue de la petite noblesse polonaise et d’un père slovaque arrêté et déporté en Sibérie quand elle est petite, Pola est élevée par sa mère. Elle prend des cours d'art dramatique et grâce à l'aide du vice-président de la direction des théâtres impériaux de Varsovie (Warszawskie Teatry Rządowe) Kazimierz Hulewicz elle fait ses débuts au théâtre en 1912 dans une pièce d'Aleksander Fredro, puis joue au Grand Théâtre de Varsovie. En 1914, grâce à la protection de Hulewicz, Pola Negri débute au cinéma dans Niewolnica Zmysłów (« L'Esclave sensuelle ») réalisé par Jan Pawłowski. Puis elle signe un contrat avec le studio Sfinks (pl) d'Aleksander Hertz qui la dirige dans plusieurs films. C'est à cette époque-là qu'elle prend le pseudonyme de Pola Negri en hommage à la poétesse italienne Ada Negri.
En 1917, elle quitte Varsovie pour Berlin où elle signe un contrat avec Max Reinhardt. Celui-ci la dirige au théâtre dans le conte oriental Sumurun, dont Ernst Lubitsch réalise l'adaptation cinématographique avec un grand succès. Prise sous contrat par la UFA, les deux hommes propulsent rapidement Pola Negri au rang de star. Elle joue aux côtés de Nils Olaf Chrisander dans une production allemande, Nicht lange täuschte mich das Glück du réalisateur Kurt Matull. Ernst Lubitsch devient son metteur en scène préféré et la dirige notamment dans Carmen, La Chatte des montagnes et Montmartre. Mais elle joue surtout dans le film La Du Barry qui remporte un succès mondial, et Lubitsch est appelé à Hollywood pour diriger Mary Pickford dans une évocation historique.
La star travaille également avec Georg Jacoby, plus tard metteur en scène d'un mythique Quo vadis ? avec Emil Jannings, et mentor (avec Reinhardt) de Hedy Lamarr, et le russe Dimitri Buchowetzki, spécialiste des grands sujets (Danton, Othello) pour une adaptation d'Alexandre Dumas. Pola Negri côtoie ainsi le gotha du cinéma d'Europe centrale, de Jannings à Asta Nielsen.

### Hollywood
L'accent n'étant pas une barrière pour le cinéma muet, ses premiers succès la conduisent à Hollywood où elle est prise sous contrat à la Paramount, le plus européen des studios américains. Le service publicitaire la présente comme la rivale de Gloria Swanson (occasionnant une « guerre des pousse-pousse » dans les chemins du studio) mais son image est plus proche de celle de Lupe Vélez, surnommée « le volcan mexicain », dont la vie privée défraye la chronique.
La gloire de Pola Negri est à son apogée durant toutes les années 1920. Elle s'illustre d'abord dans deux films de George Fitzmaurice puis éclate avec The Spanish Dancer de Herbert Brenon, film historique inspiré par Victor Hugo. L'actrice retrouve ensuite deux de ses directeurs européens, Dimitri Buchowetzki et surtout Ernst Lubitsch pour Paradis défendu (1924), le dernier film de leur association, où elle joue Catherine II de Russie. L'exotisme lui colle à la peau car elle interprète ailleurs la reine des Apaches parisiens selon Francis Carco.
Après une adaptation de W. Somerset Maugham par Raoul Walsh, comme Greta Garbo dix ans plus tard, Hollywood tente de l'« américaniser » dans deux films de Malcolm St. Clair, avec un succès relatif. Après son renvoi de la MGM, où désormais Garbo vole de ses propres ailes, le Suédois Mauritz Stiller devient le nouvel amant supposé de la star polonaise et son directeur dans trois films. Elle interprète encore une princesse en 1928 dans La Femme de Moscou (The Woman from Moscow) de l'Allemand Ludwig Berger, d'après une pièce de Victorien Sardou.

### Retour en Europe
Le 14 mai 1927, Pola s’est mariée en secondes noces avec le prince Serge Mdivani (de), dans le village de Seraincourt, près de Paris. Elle attend un enfant quand son contrat avec Paramount arrive à échéance en 1928. Elle décide de ne pas le renouveler et d’emménager en France pour s’occuper de sa famille. Elle s'installe à Seraincourt. Elle habite le château de Rueil qu'elle vend lorsque le krach financier de 1929 la ruine en partie.
Cela coïncide avec l'arrivée du cinéma parlant qui devait porter un coup fatal à la carrière de nombreuses stars. Quelques mois plus tard, Pola fait une fausse couche et sombre dans une profonde dépression. Sa mère l’encourage alors à retourner devant les caméras. Elle accepte l’offre de la Gaumont British Film pour figurer dans Son dernier tango, tourné en Angleterre par le réalisateur hongrois Paul Czinner - le dernier film muet de Pola Negri.
Puis les réalisateurs français Tony Lekain et Gaston Ravel envisagent d'engager Pola dans Le Collier de la reine, premier film sonore français, mais son mari refuse qu’elle apparaisse en partie dénudée. Les mêmes réalisateurs la contactent de nouveau quelques années plus tard pour jouer dans un film Pathé, Fanatisme (1934), se déroulant sous l'empire de Napoléon III. Pola Negri, qui vient de divorcer, accepte l’offre. Son film suivant, réalisé par l'Allemand Willi Forst, est Mazurka (1935), qui lui permet de renouer avec la UFA. Elle doit cependant prouver à Goebbels qu'elle n'est pas juive polonaise. Pola Negri apparaît dans cinq autres films produits par UFA, dont Moscou-Shanghai (1936) de Paul Wegener (son partenaire de Sumurun), Madame Bovary de Gerhard Lamprecht et deux films de l'Italien Nunzio Malasomma.
Pola Negri continue de vivre en France, travaille un temps pour la Croix-Rouge en même temps qu’elle tourne en Allemagne, jusqu’à ce qu’en 1941, fuyant le régime nazi, elle finisse par rejoindre Hollywood, parmi les milliers d’Européens émigrés par bateau pour les États-Unis via Lisbonne, pour s’installer définitivement aux États-Unis.

### Retraite en Amérique
Pola Negri ne tourne plus que deux films sans importance, avec tout d'abord Hi Diddle Diddle, qui sort en 1943 et lui permet pourtant de croiser à nouveau Adolphe Menjou, son partenaire dans Bella Donna, La Danseuse espagnole et Paradis défendu - on la compare alors avec le personnage de Norma Desmond du film Boulevard du crépuscule (1950), interprété par son ancienne rivale Gloria Swanson.
Dans les années 1950, Pola Negri est productrice. En 1951, elle prend la nationalité américaine, alors qu'elle vit au 6933, Hollywood Boulevard. Au début des années 1960, Walt Disney la convainc de jouer un dernier rôle dans La Baie aux émeraudes, sorti en 1964. La même année, l'ancienne star reçoit un prix pour l'ensemble de sa carrière, au Festival international du film de Berlin. Elle publie également ses mémoires en 1968.
Elle meurt d'une pneumonie à l'âge de 90 ans en donnant presque tout son patrimoine à la St. Mary's University, Texas. Elle est enterrée au cimetière du Calvaire de Los Angeles.
En 2006, un film documentaire intitulé Pola Negri: Life is a Dream in Cinema lui est consacré.
En décembre 2013, un spectacle musical utilisant la technologie 3D et retraçant sa biographie est monté à Moscou.
En 2018, dans la série docu-fiction,1918-1939 : Les Rêves brisés de l'entre-deux-guerres, de Jan Peter et Frédéric Goupil, son rôle y est interprété par l'actrice Michalina Olszańska.

## Filmographie partielle

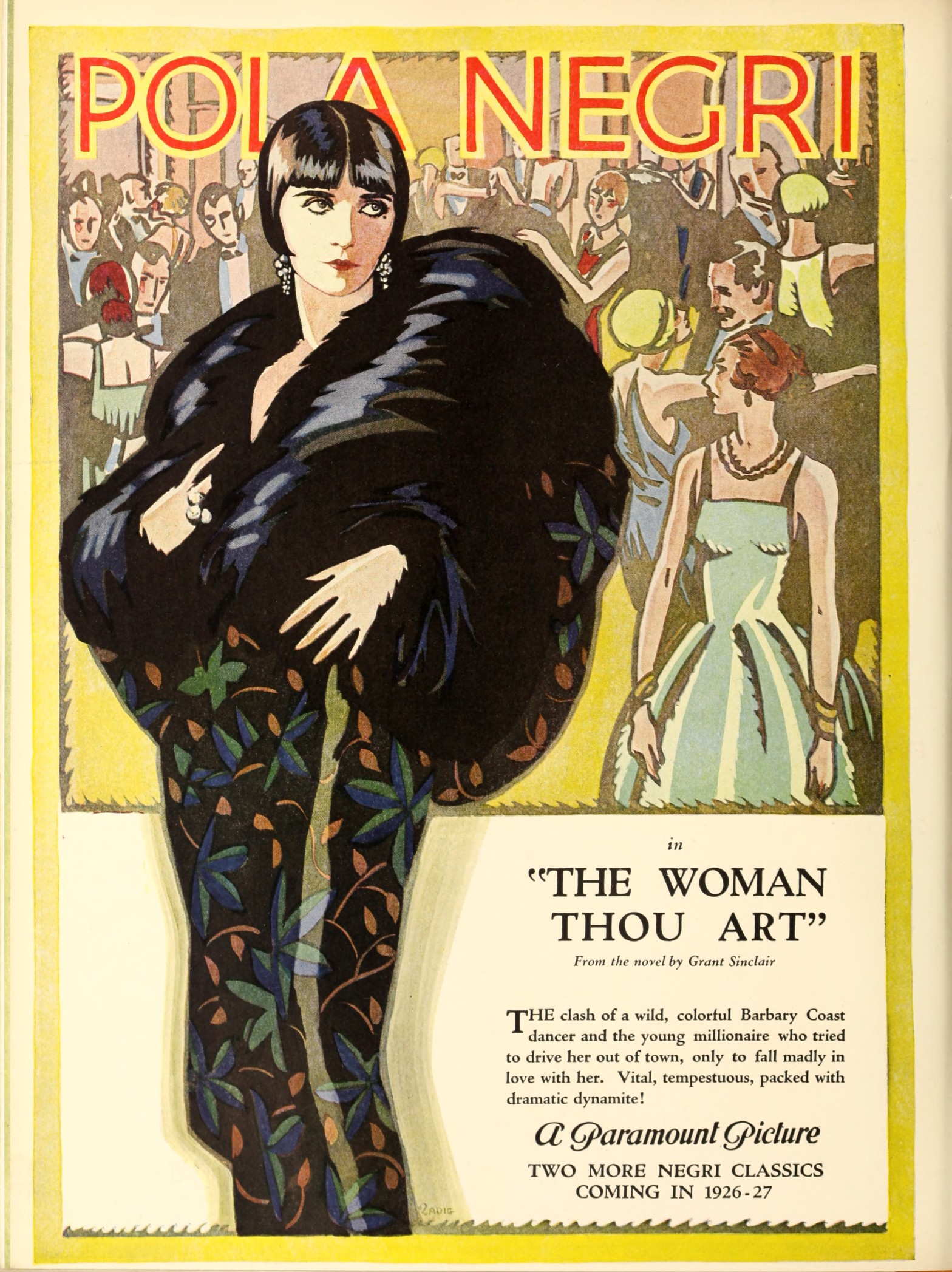
Pola Negri en couverture de Motion Picture News en 1926.

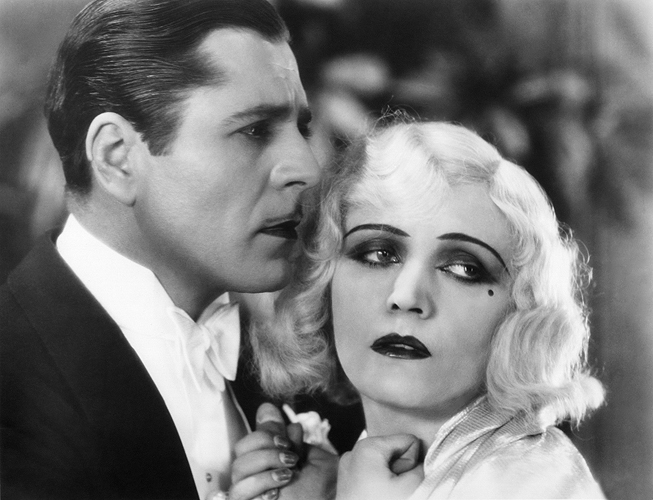
Pola Negri et Warner Baxter dans Les Trois Coupables (Three Sinners) (1928)

- 1914 : Niewolnica zmyslów de Jan Pawłowski : Pola, la danseuse
- 1915 : Zona d'Aleksander Hertz : Helena Kazicka
- 1916 : Studenci d'Aleksander Hertz : Pola
- 1917 : Bestia d'Aleksander Hertz : Pola
- 1917 : Arabella d'Aleksander Hertz : Pola
- 1917 : Sa dernière action (Jego ostatni czyn) d'Aleksander Hertz
- 1918 : Wenn das Herz in Haß erglüht de Kurt Matull : Ilja Vörösz
- 1918 : Der Gelbe Schein de Victor Janson et Eugen Illés
- 1918 : Surogaty lyubvi de Victor Tourjanski
- 1918 : Les Yeux de la momie (Die Augen der Mumie Ma) d'Ernst Lubitsch : Ma
- 1918 : Mania d'Eugen Illés : Mania
- 1918 : Carmen d'Ernst Lubitsch : Carmen
- 1919 : The Last Payment de Georg Jacoby
- 1919 : Vendetta de Georg Jacoby
- 1919 : La Du Barry (Madame DuBarry) d'Ernst Lubitsch : Madame du Barry
- 1919 : Rausch d'Ernst Lubitsch (perdu)
- 1919 : Komtesse Dolly (Komtesse Doddy) de Georg Jacoby : Dolly (Doddy)
- 1920 : Sumurun d'Ernst Lubitsch : Yannaia
- 1920 : Das Martyrium de Paul Ludwig Stein : Gattin
- 1921 : La Chatte des montagnes (Die Bergkatze) d'Ernst Lubitsch : Rischka
- 1921 : Sappho de Dimitri Buchowetzki : Sappho
- 1921 : Arme Violetta de Paul Ludwig Stein : Violetta Duclos
- 1923 : Montmartre (Die Flamme) d'Ernst Lubitsch : Yvette
- 1923 : Bella Donna de George Fitzmaurice : Bella Donna (Ruby)
- 1923 : La Flétrissure (The Cheat) de George Fitzmaurice : Carmelita De Córdoba
- 1923 : La Danseuse espagnole (The Spanish Dancer) de Herbert Brenon : la bohémienne
- 1924 : Mon homme (Shadows of Paris) de Herbert Brenon : Claire, reine des Apaches
- 1924 : Paradis défendu (Forbidden Paradise) d'Ernst Lubitsch : Catherine
- 1924 : Men de Dimitri Buchowetzki
- 1924 : Lily of the Dust de Dimitri Buchowetzki
- 1925 : À l'ombre des pagodes (East of Suez) de Raoul Walsh : Daisy Forbes
- 1925 : Flower of Night de Paul Bern
- 1925 : La Comtesse Voranine (A Woman of the World) de Malcolm St. Clair : Comtesse Elnora Natatorini
- 1925 : La Charmeuse (The Charmer) de Sidney Olcott : Mariposa
- 1926 : Good and Naughty de Malcolm St. Clair : Germaine Morris
- 1926 : The Crown of Lies de Dimitri Buchowetzki
- 1927 : Hotel Imperial de Mauritz Stiller : Anna Sedlak
- 1927 : Barbed Wire de Rowland V. Lee et Mauritz Stiller : Mona Moreau
- 1927 : Confession de Mauritz Stiller : Julie
- 1928 : The Secret Hour de Rowland V. Lee : Amy
- 1928 : Les Trois Coupables (Three Sinners) de Rowland V. Lee : Baronne Gerda Wallentin
- 1928 : La Femme de Moscou (The Woman from Moscow) de Ludwig Berger : Princesse Fedora
- 1928 : Amours d'artiste (Loves of an Actress), de Rowland V. Lee : Rachel
- 1929 : Traquée (The Way of Lost Souls) de Paul Czinner : Louise
- 1932 : A Woman Commands de Paul Ludwig Stein : Madame Maria Draga
- 1934 : Fanatisme de Gaston Ravel et Tony Lekain : Rosine Savelli
- 1935 : Mazurka de Willi Forst : Vera, la chanteuse
- 1936 : Moscou-Shanghai (Moskau – Shanghai) de Paul Wegener : Olga Petrowna
- 1937 : Madame Bovary de Gerhard Lamprecht : Emma Bovary
- 1938 : Pieux mensonge ou Mensonge de mère (Die fromme Lüge ) de Nunzio Malasomma : Carmen Casini
- 1938 : La Nuit décisive (Die Nacht der Entscheidung) de Nunzio Malasomma : Tessa Brückmann
- 1943 : Hi Diddle Diddle de Andrew L. Stone : Genya Smetana
- 1964 : La Baie aux émeraudes (The Moon-Spinners) de James Neilson : Mme Habib